# Вассерман, Збигнев
Збигнев Францишек Вассерманн (пол. Zbigniew Franciszek Wassermann; 17 сентября 1949, Краков, Краковское воеводство, Польская Республика — 10 апреля 2010, Смоленск, Россия) — польский политик. Был депутатом Сейма от партии «Право и справедливость».

## Биография
Вассерман родился в городе Краков. В 1968 году окончил IX общеобразовательный лицей имени Зигмунта Врублевского в Кракове. В 1972 году окончил юридический факультет Ягеллонского университета.
По окончании учёбы начал работать в прокуратуре. В 1972 году он стал прокурором Повятской прокуратуры в Хшануве, а в 1975 году прокурором Повятской прокуратуры в Явожно. В 1975–1984 годах работал в районной прокуратуре Бжеско. С 1984 года работал в Кракове, до 1989 года был прокурором районной прокуратуры Краков-Кроводжа. В 1989–1991 годах заместитель областного прокурора Кракова. В то же время был членом комиссии, ответственной за проверку сотрудников Службы безопасности ПНР в Кракове.
Вассерманн вернулся к работе в 1993 году после того, как министром юстиции стал Збигнев Дыка, с которым он был знаком по совместной работе в 1980-х годах. Збигнев был назначен прокурором Апелляционной прокуратуры Кракова и её пресс-секретарём.
С 1992 года был членом краковского руководства Ассоциации польских католических юристов, а в 1995–2000 годах был членом общего совета этой организации.
В 2000 году Вассерманн получил от нового министра юстиции Леха Качиньского предложение занять должность национального прокурора. Против его назначения выступило руководство Управления охраны государства (UOP). Сам Вассерман, однако, отрицал, что не получал свидетельство о доступе к секретной информации от UOP, что должно было стать препятствием для назначения. Несмотря на это, премьер-министр Ежи Бузек не назначил его на этот пост, и поэтому он был всего лишь исполняющим обязанности национального прокурора.

## Политика
После увольнения Леха Качиньского с поста министра юстиции Вассерман занялся политической деятельностью в рядах партии «Право и справедливость». На выборах 2001 года был избран депутатом Сейма 4-го созыва по списку партии в Краковском избирательном округе. Входил в Комитет по правосудию и правам человека (заместитель председателя) и в Комитет секретных служб (председатель). С 2004 года был заместителем председателя следственного комитета по делу PKN Orlen.
На парламентских выборах 2005 года обыл переизбран депутатом от Краковского округа. 31 октября 2005 года был назначен членом Совета министров (министр без портфеля) и координатором секретных служб в правительстве Казимежа Марцинкевича. 14 июля 2006 года был повторно назначен на эту должность в правительстве Ярослава Качиньского. Был уволен 7 сентября 2007 года с одновременным назначением на пост государственного секретаря по секретным службам в канцелярии премьер-министра, а 11 сентября вернулся в бывшую министерскую канцелярию.
На парламентских выборах 2007 года в третий раз занял место в парламенте, получив 6 478 голосов.
С ноября 2009 года входил в состав Следственного комитета по так называемому «игорному скандалу». В декабре исключён из работы этого комитета в связи с запланированным допросом в качестве свидетеля. После дачи показаний в январе 2010 года решением Сейма был восстановлен в составе комиссии.

## Смерть
10 апреля 2010 года Збигнев Вассерманн погиб в авиакатастрофе польского Ту-154М под Смоленском, куда летел в составе польской делегации во главе с президентом Польши Лехом Качинским. 16 апреля 2010 года посмертно награждён Командорским крестом Ордена Возрождения Польши. 20 апреля 2010 года был похоронен на кладбище в Краковских Белянах. В том же году на улице Братской в Кракове открыта памятная доска.
29 августа 2011 года тело Вассерманна было эксгумировано в рамках расследования авиакатастрофы под Смоленском из-за сомнений военной окружной прокуратуры в Варшаве относительно записей в медицинской карте осмотра тела умершего, полученной из России, и по запросу представителей семьи, представленному в 2010 году. Через три дня после осмотра тела в Институте судебной медицины во Вроцлаве его перезахоронили на кладбище в Краковских Белянах.